# José Castulo Zeledón
José Castulo Zeledón (24 marzo 1846 – 16 luglio 1923) è stato un ornitologo costaricano.

## Biografia
Era figlio di Don Manuel Zeledón, governatore del distretto di San José. José iniziò precocemente ad interessarsi degli uccelli e fu formato all'Ornitologia dal naturalista e medico tedesco Alexander von Frantzius, quando questi lavorava nella sua farmacia a San José.
Zeledón iniziò a raccogliere uccelli del luogo, spedendo poi gli esemplari a Jean Louis Cabanis presso il Museo di Berlino.
Nel 1868, Frantzius ritornò in Germania e, nel tragitto, accompagnò Zeledón fino a Washington, dove Zeledón incontrò Spencer Fullerton Baird, divenendone assistente presso la Smithsonian Institution.
Qui egli iniziò la relazione di amicizia, che durò tutta la sua vita, con Robert Ridgway. Nel 1872 Zeledón ritornò in Costa Rica come zoologo in una spedizione guidata da William More Gabb.
Nel corso di questa spedizione, Zeledón raccolse i primi esemplari di uccelli della Cordillera de Talamanca.
Zeledón rilevò la farmacia di Frantzius, cosa che lo rese un uomo ricco.
Quando il tempo glielo permetteva, continuava a collezionare esemplari di uccelli. Quando, grazie soprattutto ai suoi sforzi, fu fondato il Museo Nacional de Costa Rica, egli donò la sua collezione al museo.
Questa collezione fu il principale contributo di Zeledón all'Ornitologia, in quanto conteneva molte nuove specie, sebbene queste fossero spesso descritte da altri.
Egli poté anche assistere altri ornitologi che visitarono la Costa Rica.
Zeledón è ricordato nel nome scientifico di alcuni uccelli, tra i quali vi sono Zeledonia coronata (Wrenthrush) e Phyllomyias zeledoni (White-fronted Tyrannulet).